# Universidad de Magallanes
Die Universidad de Magallanes ist eine staatliche Universität in Punta Arenas in der Region Magellan und chilenische Antarktis in Chile. Sie wurde nach dem portugiesischen Seefahrer Ferdinand Magellan benannt.

## Geschichte
Die Universidad de Magallanes wurde am 26. Oktober 1981 gegründet, indem die 1961 von der Universidad Técnica del Estado de Chile in Punta Arenas eröffnete Zweigstelle für Ingenieurwesen in eine eigenständige Universität umgewandelt wurde. Im Dezember 1996 errichtete sie zusätzlich ein Studienzentrum in Puerto Natales sowie 2014 ein weiteres in Coyhaique und im Mai 2023 das Centro Subantártico Universitario Cabo de Hornos (Subantarktisches Studienzentrum Kap Hoorn) in Puerto Williams. Das Letztere ist das südlichste Universitätsgebäude in Amerika.

## Fachbereiche
- Ingenieurwesen, inkl. Architektur

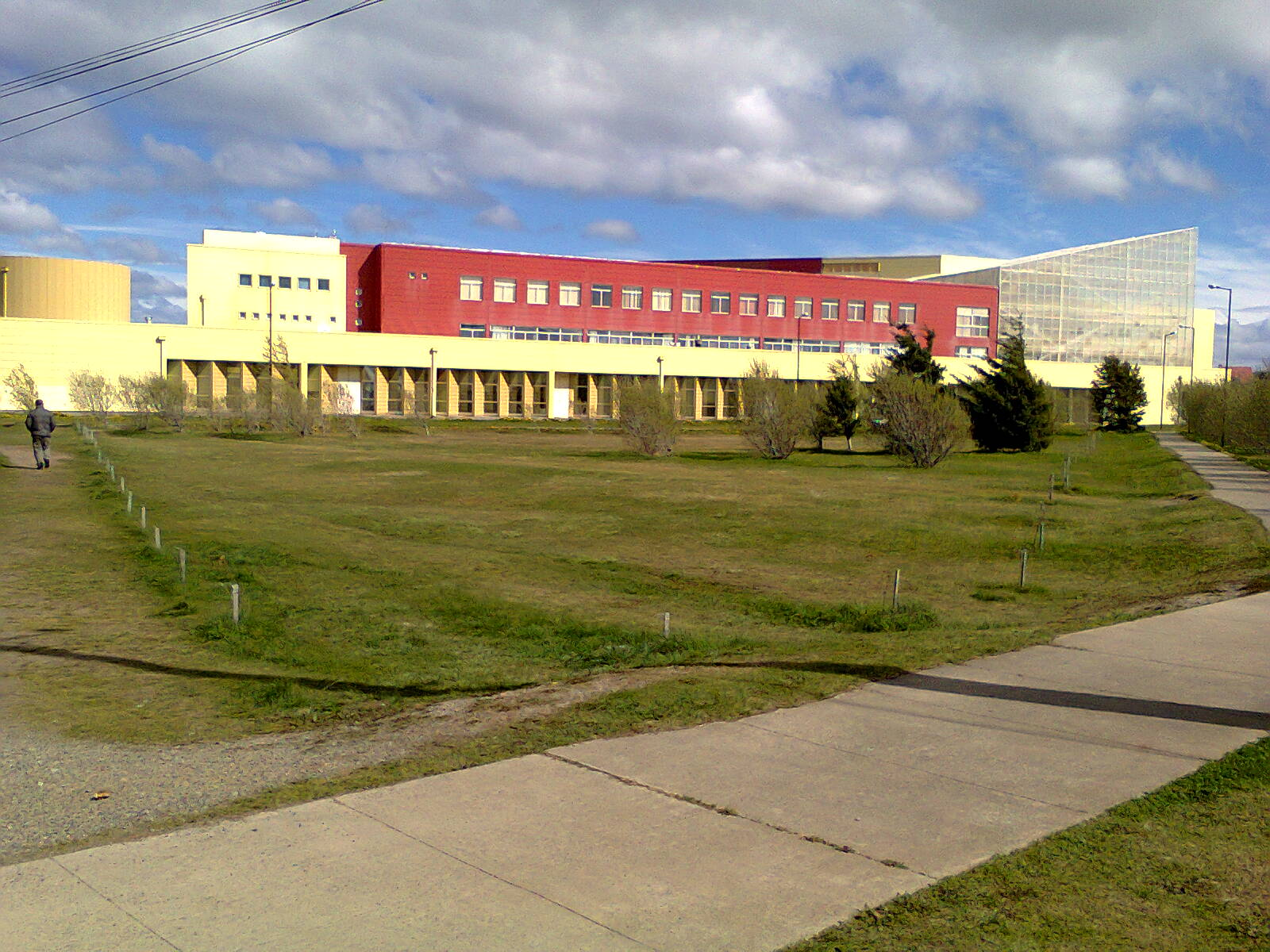
Universidad de Magallanes in Punta Arenas

- Pädagogik und Sozialwissenschaften
- Gesundheitswesen
- Wirtschafts- und Rechtswissenschaft
- Agronomie und Meeresbiologie
- Medizin und Zahnmedizin

An den Nebenstandorten werden folgende Ausbildungen angeboten:
- Coyhaique: Krankenpflege und Kleinkinderziehung,[4]
- Puerto Natales: Krankenpflege, Kleinkinderziehung, Verwaltung, Wirtschaftsingenieurwesen und „Nachhaltiger Tourismus“,[5]
- Puerto Williams: „Tourismus des biokulturellen Schutzes“ (Turismo de conservación biocultural)[6]

## Ranking
Die UMAG steht im Ranking der Times Higher Education an 73. Stelle der lateinamerikanischen Hochschulen (Stand 2023).